# Wilhelm Gottfried Enderle
Wilhelm Gottfried Enderle (Bayreuth, 1722 - Darmstadt, 1793) fou un violinista i compositor alemany. Fins als catorze anys estudià música a Nuremberg, i després passà a Berlín a perfeccionar-se. El 1748 entrà al servei de l'arquebisbe de Würzburg i el 1753 fou cridat a Darmstadt com a director dels concerts de la cort. Escriví nombroses peces per a violí i clavecí, però no les imprimí, a excepció d'uns solos de violí que han arribat als nostres dies.